# Lijst van rijksmonumenten in Zunderdorp
De plaats Zunderdorp telt 10 inschrijvingen in het rijksmonumentenregister. Hieronder een overzicht.
| Object                                                            | Oorspronkelijke functie? | Bouwjaar                                             | Architect | Locatie                | Coördinaten?                  | Nr.? | Afbeelding                                   |
| ----------------------------------------------------------------- | ------------------------ | ---------------------------------------------------- | --------- | ---------------------- | ----------------------------- | ---- | -------------------------------------------- |
| Kerk van Zunderdorp                                               | Kerk en kerkonderdeel    | 1711 (?)                                             |           | Achterlaan 12          | 52° 24' 25" NB, 4° 58' 0" OL  | 6789 | Meer afbeeldingen                            |
| Toren van de Kerk van Zunderdorp                                  | Kerk en kerkonderdeel    | 15e eeuw                                             |           | Achterlaan bij 12      | 52° 24' 25" NB, 4° 58' 0" OL  | 6790 | Meer afbeeldingen                            |
| Houten huis met uit- en ingezwenkt voorschot                      | Gebouw                   | eerste kwart 19e eeuw                                |           | Kerklaan Zunderdorp 16 | 52° 24' 25" NB, 4° 57' 55" OL | 6792 | Houten huis met uit- en ingezwenkt voorschot |
| Houten boerderij met vooreind                                     | Boerderij                | 19e eeuw (voorkomen)                                 |           | Middenlaan 17          | 52° 21' 18" NB, 4° 55' 45" OL | 6793 | Meer afbeeldingen                            |
| Houten huis met puntvormig voorschot                              | Gebouw                   | 19e eeuw (voorkomen)                                 |           | Middenlaan 19          | 52° 21' 17" NB, 4° 55' 45" OL | 6794 | Meer afbeeldingen                            |
| Langgerekt houten stolphoeve                                      | Gebouw                   | 19e eeuw (voorkomen)                                 |           | 't Nopeind 14          | 52° 24' 36" NB, 4° 57' 46" OL | 6795 | Langgerekt houten stolphoeve                 |
| Houten huis met puntvormig voorschot                              | Gebouw                   | 18e eeuw of ouder (constructie) 19e eeuw (voorkomen) |           |                        | 52° 24' 36" NB, 4° 57' 46" OL | 6796 | Upload foto                                  |
| Houten boerderij met langgerekt driebeukig vooreind               | Boerderij                | 19e eeuw (voorkomen)                                 |           | 't Voorwerf 1          | 52° 24' 36" NB, 4° 57' 55" OL | 6797 | Meer afbeeldingen                            |
| Houten stolphoeve met korte nok                                   | Gebouw                   | 19e eeuw (voorkomen)                                 |           | 't Voorwerf 13         | 52° 24' 37" NB, 4° 58' 2" OL  | 6798 | Meer afbeeldingen                            |
| Langgerekte houten boerderij met tegen de flank gebouwde kaakberg | Boerderij                | 19e eeuw (voorkomen)                                 |           | 't Voorwerf 15         | 52° 24' 37" NB, 4° 58' 4" OL  | 6799 | Meer afbeeldingen                            |